# 洛根鎮區 (堪薩斯州渥太華縣)
洛根鎮區（英語：Logan Township）為美國堪薩斯州渥太華縣轄下的鎮區。2010年美国人口普查中此鎮區人口有77人。

## 地理
洛根鎮區涵蓋總面積為93.4平方（36.05平方英里），其中陸地面積為93.3平方（36.02平方英里），水域面積為0.078平方（0.03平方英里）或0.08%。

## 人口統計
根據2010年美國人口普查，洛根鎮區人口有77人，其中男性有46人，女性有31人，人口密度為每平方公里0.83人，住房計45戶。鎮區內的白人有75人，非裔美國人有0人，美洲原住民有0人，亞裔美國人有0人，太平洋島裔美國人有0人，其他種族有0人，混血種族則有2人。此外鎮區內有1人為西班牙裔或拉丁裔美國人。此鎮區之年齡中位數為49.8歲，而男性年齡中位數為49.0歲，女性年齡中位數為52.8歲。

## 交通

### 主要公路
- 81號美國國道
- 41號堪薩斯州州道